# Lieja-Bastogne-Lieja 2004
La Lieja-Bastogne-Lieja 2004 fou la 90a edició de la clàssica ciclista Lieja-Bastogne-Lieja. La cursa es va disputar el diumenge 25 d'abril de 2004, sobre un recorregut de 258,5 km, i era la cinquena prova de la Copa del Món de ciclisme de 2004. L'italià Davide Rebellin (Gerolsteiner) va guanyar per davant del neerlandès Michael Boogerd, i del kazakh Aleksandr Vinokúrov (T-Mobile), segon i tercer respectivament.

## Classificació general
|    | Ciclista            | Equip                  | Temps      |
| -- | ------------------- | ---------------------- | ---------- |
| 1  | Davide Rebellin     | Team Gerolsteiner      | 6h 20' 09" |
| 2  | Michael Boogerd     | Rabobank               | + 2"       |
| 3  | Aleksandr Vinokúrov | T-Mobile               | + 4"       |
| 4  | Samuel Sánchez      | Euskaltel-Euskadi      | + 8"       |
| 5  | Erik Dekker         | Rabobank               | + 12"      |
| 6  | Matthias Kessler    | T-Mobile               | m. t.      |
| 7  | Michele Scarponi    | Domina Vacanze         | m. t.      |
| 8  | Ivan Basso          | Team CSC               | m. t.      |
| 9  | Tyler Hamilton      | Phonak Hearing Systems | m. t.      |
| 10 | Ángel Vicioso       | Liberty Seguros        | m. t.      |